# Henry Allingham
Henry William Allingham (ur. 6 czerwca 1896 w Clapton we wschodnim Londynie, zm. 18 lipca 2009 w Ovingdean koło Brighton) – brytyjski weteran I wojny światowej, znany również z długowieczności.

## Życiorys
Osierocony przez ojca w 1897 roku, został wychowany przez matkę i dziadków. Uczęszczał do London County Council School, a po jej ukończeniu podjął pracę przy produkcji instrumentów chirurgicznych na potrzeby londyńskiego szpitala St Bartholomew’s Hospital. Później przeniósł się do zakładu produkującego części samochodowe.

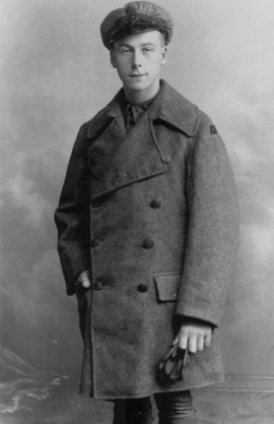
Henry Allingham w 1916 roku

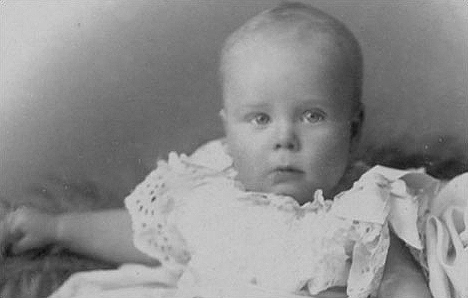
Henry Allingham jako niemowlę, ok. 1896 roku

Zamierzał wstąpić do wojska krótko po wybuchu I wojny światowej, pozostał jednak przy chorej matce. Po jej śmierci w 1915 roku został przyjęty do Royal Naval Air Service. Przez pewien czas służył na okręcie wojennym, od 1917 roku na froncie zachodnim. Uczestniczył m.in. w bitwie jutlandzkiej (1916), bitwie nad Sommą (1916) i trzeciej bitwie pod Ypres (1917), od późnej jesieni 1917 stacjonował koło Dunkierki. W kwietniu 1918 roku po przekształceniach organizacyjnych znalazł się w szeregach Royal Air Force, powstałych z połączenia Royal Naval Air Service i Royal Flying Corps.
W kwietniu 1919 roku został przeniesiony do rezerwy. W okresie międzywojennym pracował w przedsiębiorstwie Ford, z którym pozostał związany do emerytury. Jako żołnierz rezerwy kilkakrotnie był powoływany do służby w czasie II wojny światowej.
Dzięki swojej długowieczności zyskał rozgłos na początku XXI wieku. Został uhonorowany wieloma odznaczeniami wojskowymi, m.in. francuską Legią Honorową (2003), Brytyjskim Medalem Wojennym i Medalem Zwycięstwa za udział w I wojnie światowej. Uczestniczył w szeregu uroczystości rocznicowych, m.in. jako gość honorowy na odsłonięciu pomnika RAF we wrześniu 2004 roku oraz obchodach 90-lecia przystąpienia Wielkiej Brytanii do wojny w sierpniu 2004 przy londyńskim Cenotafie. Był również obecny w czasie obchodów Niedzieli Pamięci w listopadzie 2005 roku przy Cenotafie. Był uważany za najstarszego mężczyznę w Wielkiej Brytanii (od śmierci 108-letniego Jacka Davisa w marcu 2003; ponadto w grudniu 2005 zmarł mieszkający w Wielkiej Brytanii polski weteran Jerzy Pajączkowski-Dydyński, pozostający poza oficjalnymi wykazami rekordzistów długowieczności) oraz ostatnią żyjącą osobę z grona pierwszych żołnierzy RAF. Od śmierci Francuza Maurice Floqueta w listopadzie 2006 cieszył się sławą najstarszego żyjącego mężczyzny w Europie, a od stycznia 2007, po śmierci Portorykańczyka Emiliano Mercado del Toro – najstarszego żyjącego weterana I wojny światowej.
Jeszcze w czasie I wojny światowej ożenił się; żona Dorothy zmarła w 1970 roku po 53 latach małżeństwa. Henry Allingham przeżył również swoje dwie córki (mimo że obie zmarły w wieku ponad 80 lat). Do grudnia 2005 doczekał się 5 wnuków i 12 prawnuków, mieszkających w USA.
Henry Allingham pobił rekord długowieczności Johna Evansa (1877–1990) i był najdłużej żyjącym mężczyzną w historii Wielkiej Brytanii. Po śmierci Tomoji Tanabe, 19 czerwca 2009 roku stał się najstarszym żyjącym mężczyzną na świecie. Po Florrie Baldwin był drugim najstarszym człowiekiem w Wielkiej Brytanii. Oprócz Angielki starszych od niego było jeszcze dziewięć kobiet, więc Allingham zajmował jedenaste miejsce na liście najstarszych żyjących ludzi na świecie. W chwili śmierci miał 113 lat i 42 dni.
Po jego śmierci tytuł najstarszego żyjącego mężczyzny na świecie przypadł Amerykaninowi Walterowi Breuningowi.